# Họ Thanh giáp diệp
Họ Thanh giáp diệp (danh pháp khoa học: Helwingiaceae) là một họ nhỏ trong thực vật có hoa, bao gồm 2-5 loài trong một chi duy nhất là Helwingia.
Các loài cây trong họ này là các cây bụi hay cây gỗ nhỏ, với các lá mọc so le, và cụm hoa nhỏ mọc thành chùm ở mặt trên phiến lá, dạng xim hoa. Các lá kèm nhỏ và có lông ở rìa. Các hoa đơn tính khác gốc, chỉ có một vòng bao hoa, bầu nhụy thượng. Quả là loại quả mọng tựa như quả hạch.
Chúng sinh sống trong khu vực có khí hậu ôn đới của miền đông châu Á: từ Nepal (khu vực Hymalaya) qua Trung Quốc tới Nhật Bản. Tại Việt Nam, phát hiện có 2 loài là: Thanh giáp diệp hay lá dâng hoa (H. japonica), sinh sống tại khu vực Lào Cai, Hà Giang và Hòa Bình. Loài còn lại là lá dâng hoa Hi Mã Lạp Sơn hay thanh giáp, hen vin, ha huỳnh (hạ huỳnh) (Helwingia himalaica) ở Lào Cai (núi Tả Van).
Phân loại APG II (2003) đặt họ này trong bộ Nhựa ruồi (Aquifoliales), cùng với các họ như họ Nhựa ruồi (Aquifoliaceae) và họ Phyllonomaceae.
Họ này không được công nhận trong
phân loại Cronquist (1981), trong đó người ta đặt chi Helwingia vào trong họ Sơn thù du (Cornaceae).

## Phát sinh chủng loài
Biểu đồ phát sinh chủng loài của họ Thanh giáp diệp trong bộ Nhựa ruồi như sau:

|  | Cardiopteridaceae |
|  |                   |
|  | Stemonuraceae     |
|  |                   |

|  | Phyllonomaceae                                                  |
|  |                                                                 |
|  | \| \| Helwingiaceae \| \| \| \| \| \| Aquifoliaceae \| \| \| \| |
|  |                                                                 |
|  | Helwingiaceae                                                   |
|  |                                                                 |
|  | Aquifoliaceae                                                   |
|  |                                                                 |

|  | Helwingiaceae |
|  |               |
|  | Aquifoliaceae |
|  |               |

|  | Cardiopteridaceae |
|  |                   |
|  | Stemonuraceae     |
|  |                   |

|  | Phyllonomaceae                                                  |
|  |                                                                 |
|  | \| \| Helwingiaceae \| \| \| \| \| \| Aquifoliaceae \| \| \| \| |
|  |                                                                 |
|  | Helwingiaceae                                                   |
|  |                                                                 |
|  | Aquifoliaceae                                                   |
|  |                                                                 |

|  | Helwingiaceae |
|  |               |
|  | Aquifoliaceae |
|  |               |

## Các loài
- Helwingia chinensis: Thanh giáp diệp Trung Hoa
  - Helwingia chinensis thứ chinensis
  - Helwingia chinensis thứ crenata
- Helwingia himalaica: Lá dâng hoa Himalaya, ha huỳnh, thanh giáp diệp Tây Vực
- Helwingia japonica: Lá dâng hoa, thanh giáp diệp
  - Helwingia japonica thứ hypoleuca: Thanh giáp diệp phấn trắng
  - Helwingia japonica thứ japonica
  - Helwingia japonica thứ papillosa
  - Helwingia japonica thứ zhejiangensis: Thanh giáp diệp Đài Loan
- Helwingia omeiensis: Thanh giáp diệp Nga Mi